# برج ناوانا
برج ناوانا (به لاتین: Navana Tower) یک آسمان‌خراش در بنگلادش است که در داکا واقع شده‌است.